# So laang we's du do bast
"So laang we's du do bast" ("Tão longe que tu estás") foi a canção que representou o Luxemburgo no Festival Eurovisão da Canção 1960 que teve lugar em Londres em 25 de março daquele ano. Foi a terceira canção a ser interpretada na noite, a seguir à canção da Suécia "Alla andra får varann", cantada por Siw Malmkvist e antes da canção da Dinamarca "Det var en yndig tid" interpretada por Katy Bødtger.
A referida canção tem a proeza de ter várias originalidades: foi a primeira canção desse país a ser interpretada em luxemburguês (as anteriores tinham sido cantadas em francês, este idioma só se ouviria na competição 32 anos depois, em 1992, com "Sou fräi", interpretada por Marion Welter e Kontinent), foi o primeiro cantor masculino a representar o Grão-Ducado e foi o primeiro e um dos poucos cantores luxemburgueses a representar aquele país (a próxima seria Monique Melsen, em 1971. Apesar daquelas originalidades, os resultados foram desastrosos, pois terminaria em 13.º e último lugar, tendo obtido apenas um ponto (fornecido pelo júri da Itália). Não foi lançado nenhum disco com a canção, em luxemburguês, ele lançaria 41 anos depois uma versão em alemão intitulada "Solange du da bist" No ano seguinte, em 1961, o Luxemburgo seria representado por Jean-Claude Pascal com Nous les amoureux que acabaria por vencer a competição.

## Autores
- Letrista: Henri Moots
- Compositores: Henri Moots, Jean Roderès
- Orquestrador: Eric Robinson

## Letra
A canção é no estilo chanson com Felgen dizendo à sua amante que continuava a amá-la, apesar de ela se encontrar muito longe. Diz que ele continuaria a a amar se ela decidisse voltar para ele.

## Outras versões
A canção em luxemburguês nunca foi lançada comercialmente, nem incluída em qualquer compilação de Camillo Felgen, mas ele lançaria 41 anos depois uma versão em alemão, intitulada "Solange du da bist"